# Scolopembolus littoralis
Genre
Espèce
Synonymes
- Araeoncus littoralis Emerton, 1923

Scolopembolus littoralis, unique représentant du genre Scolopembolus, est une espèce d'araignées aranéomorphes de la famille des Linyphiidae.

## Distribution
Cette espèce se rencontre aux États-Unis au Connecticut et au Canada au Nouveau-Brunswick,.

## Publications originales
- Emerton, 1913 : New England spiders identified since 1910. Transactions of the Connecticut Academy of Arts and Sciences, vol. 18, p. 209-224.
- Bishop & Crosby, 1938 : Studies in Ameran spiders: Miscellaneous genera of Erigoneae, Part II. Journal of the New York Entomological Society, vol. 46, p. 55-107.